# Српска православна црква Светог Георгија у Сомбору
Српска Православна црква Светог Георгија у Сомбору (Велика православна или Светођурђевска црква) је подигнута 1761. године, налази се под заштитом Републике Србије као споменик културе од великог значаја.

## Историјат
Православна црква у Сомбору посвећена Светом великомученику Георгију је подигнута на месту старије цркве која је обновљена за време Турака 1717. године и била је позната као мала Светођурђевска црква. Пошто су за своју варош изборили статус слободног и краљевског града, зажелели су Сомборци да имају и цркву достојну скупо стечене привилегије, па су свесрдним прилозима православних сомборских Срба, започели 1759. године изградњу нове цркве Светог великомученика Георгија. Прва литургија у новој цркви служена је о ваведењу 1761. године, када је у олтару постављена мермерна часна трпеза.

## Архитектура
Црква је саграђена као једнобродна грађевина са петостраном олтарском апсидом и плитким правоугаоним певничким просторима, под утицајем барока, комбиновањем неокласицистичких и рококо елемената, што је посебно изражено на декорацији западне фасаде. У архитектонску композицију маса нове цркве успешно је уклопљен звоник из 1744. године. Исти је надвишен 1790. године торњем за чију изградњу је ангажован Франц Фридрих из Сомбора. Израда сликане декорације иконостасне преграде је поверена 1771. године Теодору Крачуну, Јовану Исајловићу старијем и Лазару Сердановићу, док су резбарски радови наручени код Арсенија Марковића. Унутрашњост храма је 1866. године темељно реновирана после којих је израђен нов иконостас. Аутори резбарских радова су Јосип Кестнер из Новог Сада и Карло Илдињи из Будимпеште, а иконе су рад Павла Симића. 
У цркви је сахрањен велики капетан сомборске граничарске милиције гроф Јован Јанко Бранковић (око 1675–1734). Када је приликом канонске визите сомборском протопрезвитерату у априлу 1805. изненада преминуо владика бачки Јован Јовановић, сахрањен је такође унутар Светођурђевске цркве. 
Конзерваторски радови на сликарству изведени су 1959–1960. године, а на архитектури 1966, 1980. и 1987. године